# Куп Македоније у фудбалу 2009/10.
Куп Македоније у фудбалу у сезони 2008/09 одржава се шеснаести пут у организацији Фудбалског савеза Македоније.
У шеснаестини финала која је играно у среду, 17. септембра 2008. учествовала су 32 клуба, од тога 12 из Прве лиге Македоније, 12 из Друге лиге, и 8 клубова нижег ранга који су прошли предтакмичење.
Утакмице шеснаестине финала играју се по једноструком куп систему.(једна утакмица)
Утакмице осмине финала, четвртфинала и полуфинала играју се по двеструком куп систему (две утакмице).
Финална утакмица се игра по једноструком куп систаму на Градском стадиону у Скопљу.
У случају нерешеног резултата код утакмица које се играју по једноструком куп систему у шеснаестини финала, одмах се изводе једанаестерци, а код финалне утакмице прво се играју два породужетка по 15 минута, па ако резултат и после тога остане нерешен изводе се једанаестерци.
Победник на утакмицма осмине финала, четвртфинала и полуфинала је екипа која је на обе утакмице дала више голова. Ако су екипе постигле исти број голова победник је екипа која је дала више голова у гостима У случају да је на обе утакмице постигнут истоветан резултат, победник се добија извођењем једанаестераца.
Победник Купа се пласира у Друго коло квалификација за УЕФА лигу Европе 2010/11

## Резултати

### Шеснаестина финала
26. август
| Утак. | Клуб, Место          | Резултат      | Клуб, Место                |
| ----- | -------------------- | ------------- | -------------------------- |
| 1     | Гостивар             | 0:3 сл.       | Локомотива, Скопље         |
| 2.    | 11. октомври, Прилеп | 3:1           | Вардар, Скопље             |
| 3.    | Мирче Ацев, Бардино  | 0:11          | Ренова, Џепчиште           |
| 4.    | Брегалница Делчево   | 0:2           | Победа, Прилеп             |
| 5.    | Беласица, Струмица   | 3:1           | Милано, Куманово           |
| 6.    | Превалец             | 0:4           | Тетекс, Тетово             |
| 7.    | Скопље               | 2:1           | Слога Југомагнат Скопље    |
| 8.    | Охрид 2004           | 3:0           | Хоризонт Турново, Турново  |
| 9.    | Добрушево            | 1:13          | Силекс, Кратово            |
| 10.   | Влазрими, Кичево     | 0:3           | Пелистер, Битољ            |
| 11.   | Бабуна,              | 1:3           | Металург, Скопље           |
| 12.   | Влазними Струга      | 0:0 (4:3) пен | Брегалница 2008, Штип      |
| 13.   | Кожув, Ђевђелија     | 0:5           | Работнички Кометал, Скопље |
| 14.   | Дрита Боговиња       | 1:0           | Напредок, Кичево           |
| 15.   | Карабинци,           | 1:4           | Македонија ЂП, Скопље      |
| 16.   | Лепенац              | 0:3 сл.       | Фортуна                    |

### Осмина финала
Утакмице су одигране 221/23. септембар и 29/30. октобар
| Утак. | Клуб, Место        | Укупан резултат | Клуб, Место                | 1. утак. 22. октобар | 2. утак. 29. октобар |
| ----- | ------------------ | --------------- | -------------------------- | -------------------- | -------------------- |
| 1     | Пелистер, Битољ    | 5:0¹            | Охрид 2004                 | 2:0                  | 3:0 сл.              |
| 2.    | Локомотива, Скопље | 0:6¹            | Ренова, Џепчиште           | 0:3 сл.              | 0:3 сл.              |
| 3.    | Металург, Скопље   | 1:1 (4:3 пен)   | Победа, Прилеп             | 1:0                  | 0:1                  |
| 4.    | Влазними, Струга   | 1:2             | Дрита, Боговиња            | 0:1                  | 1:1                  |
| 5.    | Беласица, Струмица | 1:4             | Тетекс, Тетово             | 1:3                  | 0:1                  |
| 6.    | Фортуна            | 0:9¹            | Работнички Кометал, Скопље | 0:6                  | 0:3 сл.              |
| 7.    | Скопље             | 3:2             | 11. октомври, Прилеп       | 3:1                  | 0:1                  |
| 8.    | Силекс, Кратово    | 2:3             | Македонија ЂП, Скопље      | 1:1                  | 1:2                  |

¹ Охрид, Локомотива и Фортуна су одустали од даљег такмичења због финасијских проблема.

### Четвртфинале
| Утак. | Клуб, Место                | Укупан резултат | Клуб, Место      | 1. утак. 28. октобар | 2. утак. 11. новембар |
| ----- | -------------------------- | --------------- | ---------------- | -------------------- | --------------------- |
| 1     | Скопље                     | 2:2             | Металург, Скопље | 0:0                  | 2:2                   |
| 2.    | Работнички Кометал, Скопље | 5:0             | Ренова, Џепчиште | 4:0                  | 1:0                   |
| 3.    | Македонија ЂП, Скопље      | 2:3             | Тетекс, Тетово   | 2:0                  | 0:3 сл.               |
| 4.    | Пелистер, Битољ            | 3:2             | Дрита, Боговиња  | 2:2                  | 1:0                   |

### Полуфинале
| Утак. | Клуб, Место     | Укупан резултат | Клуб, Место                | 1. утак. 7. април | 2. утак. 5. мај |
| ----- | --------------- | --------------- | -------------------------- | ----------------- | --------------- |
| 1     | Пелистер, Битољ | 1:1 (4:5 пен)   | Работнички Кометал, Скопље | 1:0               | 0:1             |
| 2.    | Тетекс, Тетово  | 2:1             | Скопље                     | 0:0               | 2:1             |

## Финале
Утакмица је одиграна 26. маја.
| Утак. | Клуб, Место                | Резултат | Клуб, Место     |
| ----- | -------------------------- | -------- | --------------- |
| 1     | Работнички Кометал, Скопље | 2:3      | 'Тетекс, Тетово |

| Освајач Купа Македоније 2009/10. |
| -------------------------------- |
| Тетекс 1. Титула                 |